# Gionata Verzura
Gionata Verzura (Thai: จอนาตา แวร์ซูร่า; * 27. Mai 1992 in Bangkok) ist ein thailändisch-italienischer Fußballspieler.

## Karriere
Gionata Verzura erlernte das Fußballspielen in der Schulmannschaft der Pensmith School in Bangkok. Seinen ersten Vertrag unterschrieb er 2010 beim Erstligisten Osotspa Samut Prakan. Bis 2016 spielte er elfmal für den Club. 2011 wurde er an den Drittligisten Sakaeo FC nach Sakaeo ausgeliehen. Der Zweitligist Phuket FC lieh ihn die Saison 2014 aus. Im Anschluss wurde er nach Hua Hin zum Drittligisten Hua Hin City FC ausgeliehen. Zum Zweitligisten Ubon UMT United nach Ubon Ratchathani wurde er 2016 ausgeliehen. Mit dem Verein wurde er Vizemeister der Thai Premier League Division 1 und stieg somit in die Erste Liga auf. Nach dem Aufstieg von Ubon wurde er für die Saison 2017 fest verpflichtet. Zur Saison 2018 ging er nach Ratchaburi und schloss sich dem Ligakonkurrenten Ratchaburi Mitr Phol an. Nach 19 Spielen zog es ihn 2019 in den Norden von Thailand, wo er einen Vertrag beim Erstligisten Chiangrai United in Chiangrai unterschrieb. Hier wurde er umgehend an den Erstligaaufsteiger Chiangmai FC, einem Club aus Chiangmai, ausgeliehen. Ende 2019 musste der Klub als Tabellenletzter der Ersten Liga wieder in die Zweite Liga absteigen. Nach der Ausleihe kehrte er zu Chiangrai zurück.  Am 1. September 2021 spielte er mit Chiangrai als amtierender Pokalsieger um den Thailand Champions Cup. Das Spiel gegen den thailändischen Meister BG Pathum United FC im 700th Anniversary Stadium in Chiangmai verlor man mit 0:1.

## Erfolge
Ubon UMT United
- Thai Premier League Division 1: 2016 – Vizemeister  ▲

Chiangrai United
- Thailand Champions Cup: 2020
- FA Cup: 2020/21

## Sonstiges
Gionata wurde als Sohn eines Italieners und einer Thailänderin geboren. Sein Zwillingsbruder Antonio Verzura ist ebenfalls Fußballprofi und spielt aktuell für den Drittligisten Nakhon Si United FC.